# حفل توزيع جوائز الغرامي الثامن والخمسين
حفل توزيع جوائز الغرامي الثامن و الخمسين (بالإنجليزية: 58th annual Grammy award)‏ هو حفل أقيم في 15 فبراير 2016. تكفلت شبكة سي بي إس الأمريكية بالنقل الحي و المباشر للحفل و ذلك من ماديسون سكوير جاردن في نيويورك.